# John Nasibdar
John Nasibdar (Paramaribo, 13 februari 1968) is een Surinaams politiek en vakbondsbestuurder. Sinds 2009 is hij partijvoorzitter van Nieuw Suriname.

## Biografie
Nasibdar is van beroep brandweerman en werd leider van de vakbonden van het Surinaams Alcohol Bedrijf (SAB) en het Bureau voor Openbare Gezondheidszorg (BOG). Verder was hij bestuurslid van de Brandweerbond en de Moederbond.
In 2004 werd hij politiek actief voor Nieuw Suriname die een jaar ervoor was opgericht. In 2009 werd hij gekozen tot partijvoorzitter. Voor Nieuw Suriname betekende dit het begin van jarenlange interne instabiliteit. Een belangrijke oorzaak was zijn breuk met het Middenblok en samenwerking met de Megacombinatie onder leiding van Desi Bouterse. Andere partijleden waren hier sterk op tegen. Zijn voorganger, Rajan Nannan Panday, bleef nadrukkelijk vasthouden aan de samenwerking met het Middenblok.
Tijdens de verkiezingen van 2010 kwam Nieuw Suriname met twee zetels terug in De Nationale Assemblée die ingevuld werden door de ondervoorzitters van de partij: Prem Lachman en Harish Monorath. Beide politici stapten in 2011 uit de Megacombinatie en weigerden om Nasibdar te erkennen als voorzitter. Het conflict om het voorzitterschap verliep via verschillende rechtszaken en bleef de gehele parlementaire periode van 2010 tot 2015 doorslepen. Na de verkiezingen van 2015 verdween Nieuw Suriname uit De Nationale Assemblée.